# Dutch Masters
Das Dutch Masters im Badminton war eine hochrangige offene internationale Meisterschaft der Niederlande. Es wurde in den 1980er Jahren ausgetragen.

## Die Sieger
| Saison | Herreneinzel  | Dameneinzel | Herrendoppel                     | Damendoppel                | Mixed                    |
| ------ | ------------- | ----------- | -------------------------------- | -------------------------- | ------------------------ |
| 1983   | Icuk Sugiarto | Ivanna Lie  | Rudy Heryanto Hariamanto Kartono | Ivanna Lie Rosiana Tendean | Martin Dew Gillian Gilks |
| 1984   | Han Jian      | Han Aiping  | Christian Hadinata Hadibowo      | Lin Ying Wu Dixi           | Martin Dew Gillian Gilks |